# Ліонель Летізі
Ліонель Летізі (фр. Lionel Letizi, нар. 28 травня 1973, Ніцца) — французький футболіст, що грав на позиції воротаря за «Ніццу», «Мец», «Парі Сен-Жермен», а також національну збірну Франції.

## Клубна кар'єра
У дорослому футболі дебютував 1992 року виступами за команду «Ніцца», в якій провів чотири сезони, взявши участь у 110 матчах чемпіонату.
Протягом 1996—2000 років захищав кольори «Меца», після чого перебрався до столичного «Парі Сен-Жермен». Відіграв за паризьку команду наступні шість сезонів своєї ігрової кар'єри. Більшість часу, проведеного у складі ПСЖ, був основним голкіпером команди.
Протягом 2006—2007 років грав у Шотландії за «Рейнджерс», а завершував ігрову кар'єру у рідній «Ніцці». Повернувся до неї 2007 року, захищав її кольори до припинення виступів на професійному рівні у 2011.

## Виступи за збірні
Протягом 1994—1996 років залучався до складу молодіжної збірної Франції.
1996 року захищав кольори олімпійської збірної Франції. У складі цієї команди був учасником футбольного турніру на Олімпійських іграх 1996 року в Атланті.
1997 року дебютував в офіційних матчах у складі національної збірної Франції. Загалом протягом п'ятирічної кар'єри провів у її формі 4 матчі, пропустивши 5 голів.
| Дата       | Місто    | Господарі | Результат | Гості   | Турнір           | Голи | Примітки |
| ---------- | -------- | --------- | --------- | ------- | ---------------- | ---- | -------- |
| 11-10-1997 | Ланс     | Франція   | 2 – 1     | ПАР     | товариський матч | -1   |          |
| 25-3-1998  | Москва   | Росія     | 1 – 0     | Франція | товариський матч | -1   |          |
| 4-10-2000  | Сен-Дені | Франція   | 1 – 1     | Камерун | товариський матч | -1   |          |
| 28-3-2001  | Валенсія | Іспанія   | 2 – 1     | Франція | товариський матч | -2   |          |
| Усього     |          | Матчів    | 4         |         | Голів            | −5   |          |